# Cathédrale Saints-Cyrille-et-Méthode de Prague
Ne doit pas être confondu avec Église Saints-Cyrille-et-Méthode de Prague.
 (février 2024).
La cathédrale Saints-Cyrille-et-Méthode (en tchèque : Katedrální chrám sv. Cyrila a Metoděje) est une cathédrale orthodoxe du centre de Prague, située rue Resslova, datant du XVIIIe siècle. Elle est appelée ainsi en l'honneur de saint Cyrille et de saint Méthode, deux frères nés en Grèce, considérés comme les évangélisateurs de l'Europe centrale.

## Construction
L’église a été construite entre 1730 et 1736 par Kilian Ignace Dientzenhofer.

## Opération Anthropoid
Durant la Seconde Guerre mondiale en juin 1942, les trois parachutistes résistants envoyés par le SOE (Josef Valčík, Jozef Gabčík et Jan Kubiš), britannique qui ont commis un attentat contre le vice-protecteur Reinhard Heydrich,, se réfugient dans la crypte de cette église, en compagnie de Jaroslav Švarc (du commando TIN, qui avait eu pour mission de tuer Emanuel Moravec) et de Adolf Opálka (commando Out Distance (en)), Jan Hruby, Josef Bublik . Après avoir été découverts environ trois semaines après l’attentat, l’église est assiégée par environ huit cents militaires et policiers allemands ; une longue fusillade s'engage, les Allemands tentent même d’inonder la crypte : trois des résistants sont tués et les quatre autres se suicident pour ne pas se rendre.
Un musée leur est désormais consacré dans la crypte qu'ils ont occupée. Des impacts de balle sont encore visibles en certains endroits sur le mur de l’église.

## À la suite de l'Opération Anthropoid
L'église étant la cathédrale de l'Evêque Gorazd de Prague. Les mesures de représailles à l'encontre de l'Église orthodoxe de Tchéquie et de Slovaquie ne se font pas attendre : les deux prêtres et les sacristains de la Cathédrale sont arrêtés. Pour tenter d'arrêter les représailles, l'Evêque Gorazd prend alors l'entière responsabilité de ce qui est arrivé et en informe les autorités nazies, espérant ainsi par son sacrifice protéger le clergé et les fidèles.
Il est alors arrêté par la gestapo le 27 juin. L'église orthodoxe tchèque sera en outre complètement interdite par les autorités nazies, ses églises seront fermées, ses biens confisqués  et elle ne recommencera à exister qu'après la fin de la guerre. Beaucoup de membres de son clergé seront envoyés en travail forcé en Allemagne ou tués.
L'Evêque Gorazd est exécuté le 4 septembre 1942 par les nazis, et son corps est brûlé.
Deux films relatent leur histoire : Anthropoid de Sean Ellis, sorti en 2016, et HHhH de Cédric Gimenez, sorti en 2017.
Le 26 août 2021, Frank-Walter Steinmeier, en tant que premier président allemand, a visité le mémorial heydrichiade. Dans la rue Resslova de Prague, il a honoré la mémoire des parachutistes tchécoslovaques qui sont morts en combattant les nazis après l'assassinat du protecteur du Reich par intérim, Reinhard Heydrich.

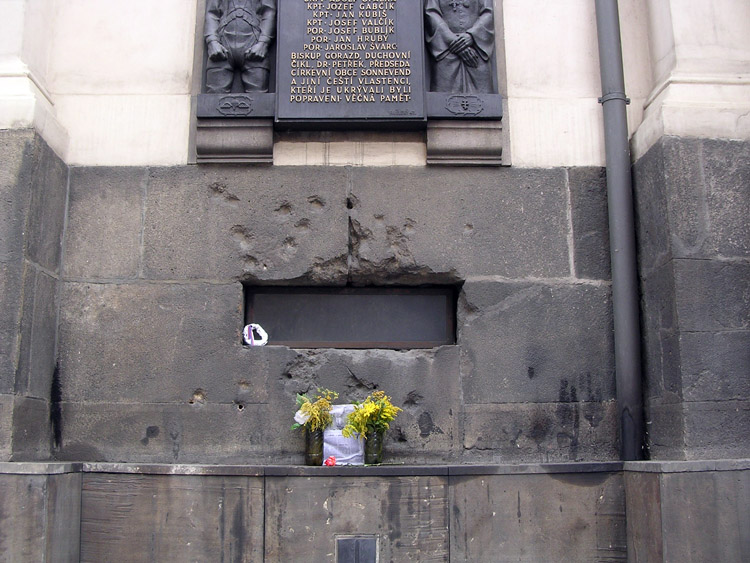
Plaque commémorative en l'honneur des membres de l'opération Anthropoid et de Jaroslav Švarc au-dessus des impacts de balle qui les avaient visés
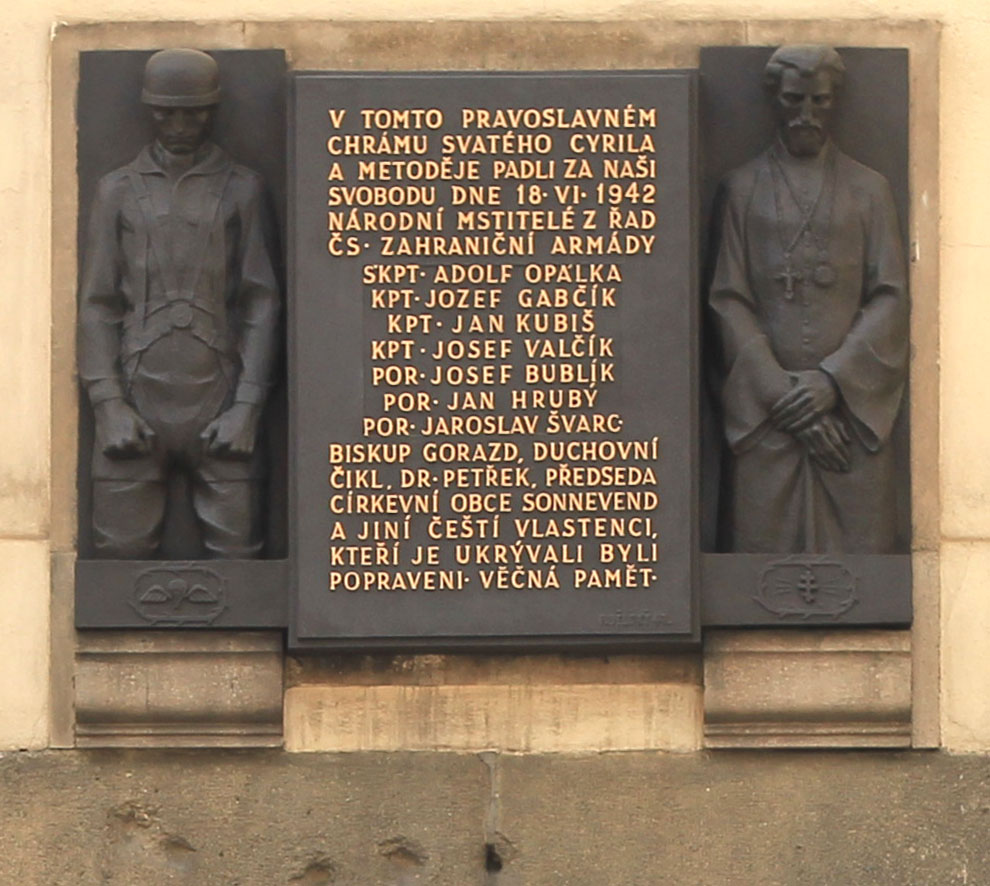
La plaque commémorative